# 逆転磁場配位型
逆転磁場配位型（ぎゃくてんじばはいいがた、Field-reversed configuration、FRC）とは、高温核融合炉の実現に向けた技術のひとつで、超高温のプラズマを閉じこめる磁気閉じ込め方式の一つである。英語名Field-Reversed-Conﬁgurationを略したFRC という呼称が多く用いられており、日本名は他にも、磁場反転配位や磁場逆転配位など英名の訳し方に応じて様々な呼称を持つ。
将来の核融合炉に最も有力とされる磁場閉じ込め方式の工学的形態の一つではあるものの、トカマク型やヘリカル型等と異なり未だ大型実験装置が建設されていない。これは不安定性により、プラズマを形成し続けることが出来ないことに起因している。詳しくは下記の項を参照のこと。
本項では逆転磁場配位型磁気閉じ込めの特徴的な要素についてのみ説明する。核融合炉の実現に関わるその他の要素については核融合炉などを参照のこと。

## 概要
FRCは円筒型導体（θ一ピンチ）の内側の開いた磁力線と、そのさらに内側の閉じた磁力線とから成り・両者の境界はセパラトリクスと呼ばれ、プラズマの大半はセパラトリクスの内側に存在するが、外側にも密度の薄いプラズマが存在する。FRCは、トカマクのようなトーラスの中心の鉄心等が存在しない単純な配位をもち、かつ核融合炉の重要な経済的指標の一つとされるβ値（β≒1）が高いという利点がある。

## 主な生成法
θピンチ
回転磁場(RMF)